# La verità/Tintarella di luna/Malatia/Piangere un po'
La verità / Tintarella di luna / Malatia / Piangere un po', pubblicato nel 1962, è un Extended play della cantante italiana Mina.

## Tracce
1. La verità - 2:06 -  (Umberto Bertini-Vincenzo Di Paola-Sandro Taccani) Ed. Tiber 1960
2. Tintarella di luna - 3:00 -  (Franco Migliacci-Bruno De Filippi) Ed. Accordo 1960
3. Malatia - 1:56 -  (Armando Romeo) Ed. Radiofilmusica 1958
4. Piangere un po' - 2:27 -  (Umberto Prous-Roxy Rob(Leo Chiosso)) Ed. Peer 1960

## Versioni Tracce
- Tintarella di Luna

versione francese Un petit claire de lune, vedi Notre étoile
- Malatia

versione del '78 vedi, Napoli terzo estratto